# Conus shikamai
Espèce
Statut de conservation UICN

 LC  : Préoccupation mineure
Conus shikamai est une espèce de mollusques gastéropodes marins de la famille des Conidae.
Comme toutes les espèces du genre Conus, ces escargots sont prédateurs et venimeux. Ils sont capables de « piquer » les humains et doivent donc être manipulés avec précaution, voire pas du tout.

## Description
La taille de la coquille varie entre 40 mm et 70 mm.

## Distribution
Cette espèce marine est présente au large de Taiwan, des Philippines et de l'Indonésie.

### Niveau de risque d’extinction de l’espèce
Selon l'analyse de l'UICN réalisée en 2011 pour la définition du niveau de risque d'extinction, cette espèce est présente de Taïwan au nord jusqu'à Sulawesi (Indonésie) au sud, y compris aux Philippines. Cette espèce est considérée comme peu commune dans certaines parties de son aire de répartition. Il n'y a pas de menaces majeures connues pour cette espèce. Nous avons donc inscrit cette espèce comme étant de préoccupation mineure.

## Taxonomie

### Publication originale
L'espèce Conus shikamai a été décrite pour la première fois en 1985 par les malacologistes Hendrikus Eduard Coomans (d), Robert G. Moolenbeek (d) et Eduard Wils (d) dans « Basteria »,.

### Synonymes
- Conus (Rhizoconus) clandestinus Shikama, 1979 · non accepté
- Conus (Rhizoconus) clandestinus purpuratus Shikama, 1979 · non accepté
- Conus (Splinoconus) shikamai Coomans, Moolenbeek & Wils, 1985 · appellation alternative
- Conus clandestinus Shikama, 1979 · non accepté (nomen nudum)
- Conus clandestinus purpuratus Shikama, 1979 · non accepté
- Kioconus shikamai (Coomans, Moolenbeek & Wils, 1985) · non accepté